# 기획특강 - 지식의 기쁨
《기획특강 - 지식의 기쁨》은 2019년 4월 1일부터 방송한 교양 프로그램이다.

## 방송 시간
| 방송 채널 | 방송 기간                        | 방송 시간                                   |
| --------- | -------------------------------- | ------------------------------------------- |
| EBS 1TV   | 2019년 4월 1일 ~ 2019년 8월 12일 | 매주 월요일 밤 11시 55분 ~ 12시 45분 (50분) |
| EBS 1TV   | 2019년 9월 2일 ~ 2020년 2월 21일 | 매주 평일 아침 10시 ~ 10시 30분 (30분)      |

## 방송 회차
1화 영원한 아름다움을 갈망하다 <도리언 그레이의 초상> 

2화 진정한 나를 찾아서 <데미안> 

3화 꿈을 찾기에 늦은 때는 없다 <달의 6펜스>

4화 무의식의 진실을 찾아서 <프로이트>